# Jacek Dworski
Jacek Dworski (ur. 12 września 1937 we Lwowie) – polski artysta, rzeźbiarz, profesor Akademii Sztuk Pięknych im. Eugeniusza Gepperta we Wrocławiu.

## Życiorys
Odbył studia w Państwowej Wyższej Szkole Sztuk Pięknych we Wrocławiu w latach 1956–1962 zdobywając dyplom z wyróżnieniem w pracowniach prof. Xawerego Dunikowskiego i doc. Apolinarego Czepelewskiego.
Wykłada na Wydziale Malarstwa i Rzeźby wrocławskiej ASP, gdzie jako prof. zwyczajny prowadzi pracownie: medalierstwa i małej formy oraz odlewniczą. Zajmuje się medalierstwem, rzeźbą architektoniczną, małą formą rzeźbiarską i rysunkiem. Wykonał liczne projekty dla Narodowego Banku Polskiego. Od 2004 statuetka jego autorstwa jest wręczana laureatom Nagrody Jana Nowaka-Jeziorańskiego. Zaprojektował również Medal im. Juliusza Słowackiego, który w 2009 otrzymał poeta, Dawid Jung. 
Wiele ze swoich cennych dzieł artysta przekazał Zakładowi Narodowemu im. Ossolińskich.
Członek wrocławskiego Związku Polskich Artystów Plastyków.
Miał czworo rodzeństwa: jego najstarszą siostrą była artystka Ewa Dworska-Kopycińska, a starszą Zofia. Młodsze rodzeństwo to brat – dr filologii słowiańskiej Andrzej (zm. tragicznie w 1975 r.) oraz siostra Maria. 
Jest mężem artystki Ewy Panufnik-Dworskiej. Synem pary jest dr. hab Mateusz Dworski, również pracownik naukowy wrocławskiej ASP.